# Porte du Chaume
La porte du Chaume (ou « poterne du Temple » (1313) ou « poterne du (de ?) Braque » (1350) ou encore « poterne du Chaume ») est une ancienne porte aujourd'hui disparue de l'enceinte de Philippe-Auguste.

## Situation
Elle se situerait de nos jours à l'intersection de la rue des Archives et de la rue des Francs-Bourgeois.
Lors des travaux de 2013 à 2015, rue Rambuteau, la ville de Paris a matérialisé sur la chaussée et les trottoirs la position de l'enceinte de Philippe-Auguste à cet endroit ; elle a également posé une plaque murale (no 6, rue Rambuteau) rappelant le tracé de cette enceinte ainsi que la position des portes du Chaume et Sainte-Avoie (ou du Temple), respectivement rue des Archives et rue du Temple.

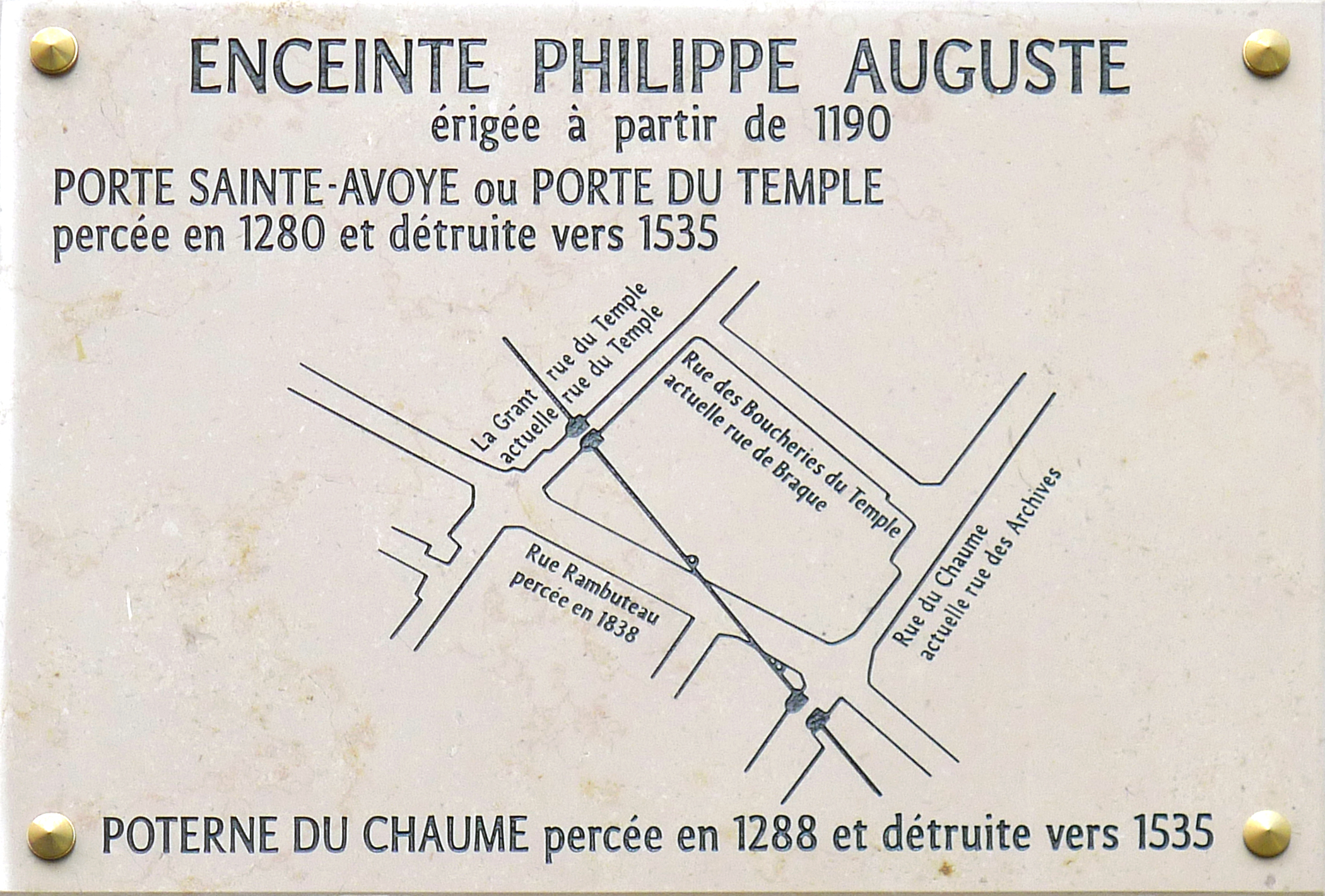
Le tracé de l'enceinte, entre la rue du Temple (porte du Temple) et la rue des Archives (porte de Chaume).
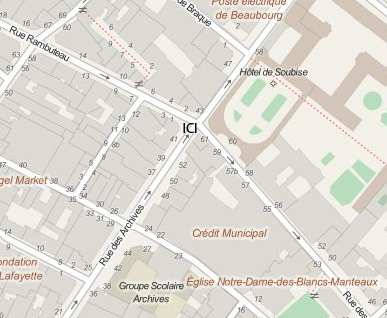
Emplacement actuel de cette ancienne porte aujourd'hui disparue.
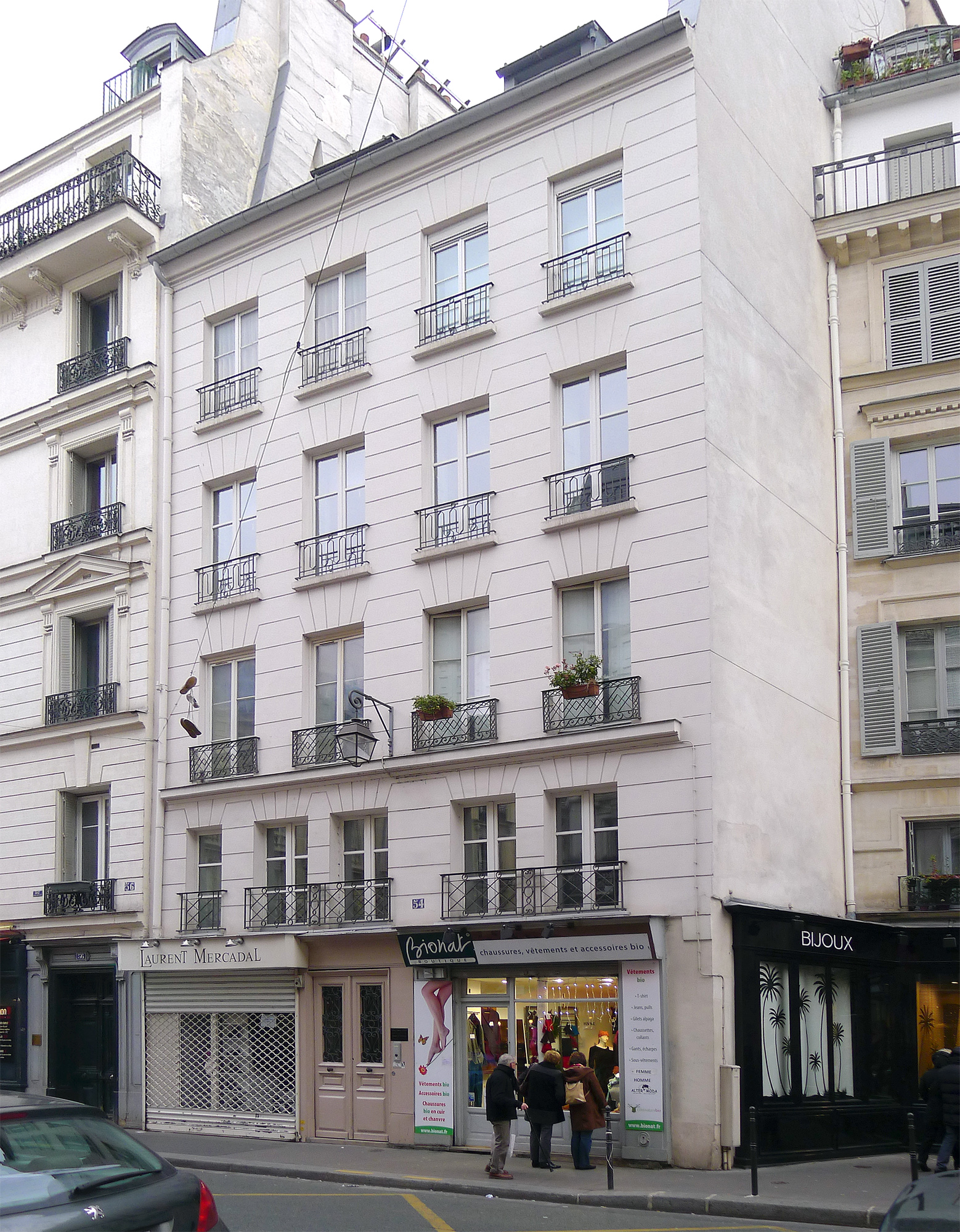
N°54 : emplacement de l'ancienne poterne du Chaume.

## Historique
Cette porte appelée aussi « poterne » fait partie des cinq portes surnuméraires de la rive droite de la Seine ouvertes au XIIIe siècle, et plus spécifiquement en 1288 pour la porte du Chaume, sous le règne de Philippe le Bel,,.
La porte du Chaume était comprise entre la porte du Temple et la porte Barbette. Elle se trouvait à l'extrémité de la rue du Chaume, une ancienne rue incorporée de nos jours à la rue des Archives,, à un emplacement qui se situerait aujourd'hui à proximité du carrefour de la rue des Archives et des rues des Francs-Bourgeois et Rambuteau (no 54 de la rue des Archives,).
Elle fut ouverte pour permettre l'ouverture de la rue du Chaume qui était l'axe principal du quartier de la Ville-Neuve du Temple créé à la fin du XIIIe siècle par l'ordre des Templiers.
La tour Alvart, dont une partie est encore visible de nos jours dans une cour du Crédit municipal de Paris, faisait partie pour certains de cette porte. Mais il est plus vraisemblable qu'elle n'était en réalité que la tour orientale la plus proche de l'enceinte de Philippe-Auguste.
Le premier nom de cette porte ou poterne, « du Temple », évoque la proximité du prieuré hospitalier du Temple située à peu de distance au-delà de l'enceinte. Le deuxième, celui « de Braque », a pour origine le nom d'une famille propriétaire de terrains dans le quartier. On le retrouve également dans le nom d'une rue voisine, la rue de Braque. Quant au toponyme « du Chaume », les historiens semblent perplexes et aucune explication décisive n'existe à ce jour même si l'historien des rues de Paris, Jacques Hillairet, évoque comme explication « une ancienne maison couverte de chaume ».
À l'instar de nombreuses autres portes de l'enceinte de Philippe-Auguste, elle fut détruite sous le règne de François Ier, dans les années 1530 — certains évoquent 1535, —, car elle gênait la circulation à l'intérieur de Paris. Les plans historiques de la ville permettent de le constater : le plan de Braun et Hogenberg représentant le Paris de 1530 (bien qu'édité en 1572) la mentionne alors que sur le plan de Truschet et Hoyau, datant de 1552, soit seulement vingt-deux ans plus tard, elle a disparu.

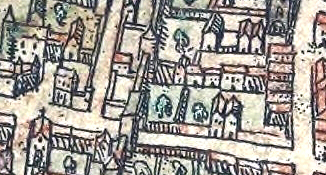
La porte du Chaume vers 1530 (détail du plan de Braun et Hogenberg).
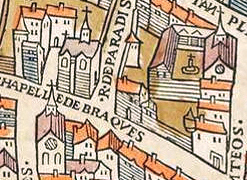
La porte du Chaume n'existe plus en 1552 (détail du plan de Truschet et Hoyau).